# Плей-оф Ліги чемпіонів УЄФА 2021—2022
Плей-оф Ліги чемпіонів УЄФА 2021—2022 розпочалося 15 лютого з 1/8 фіналу та завершиться 28 травня 2022 фіналом на «Стад-де-Франс» в перемісті Парижа Сен-Дені (Франція), де і буде визначено переможця сезону 2021—2022. У плей-оф змагаються 16 команд.
Час вказано в EET/EEST (київський час) (місцевий час, якщо відрізняється, вказано в дужках).

## Розклад
Розклад матчів та жеребкувань наведено у таблиці (усі жеребкування проводяться у штаб-квартирі УЄФА у Ньйоні).
| Раунд      | Дата жеребкування | Перші матчі                                 | Матчі-відповіді                             |
| ---------- | ----------------- | ------------------------------------------- | ------------------------------------------- |
| 1/8 фіналу | 13 грудня 2021    | 15-16 та 22-23 лютого 2022                  | 8-9 та 15-16 березня 2022                   |
| 1/4 фіналу | 18 березня 2022   | 5-6 квітня 2022                             | 12-13 квітня 2022                           |
| 1/2 фіналу | 18 березня 2022   | 26-27 квітня 2022                           | 3-4 травня 2022                             |
| Фінал      | 18 березня 2022   | 28 травня 2022 на «Стад-де-Франс», Сен-Дені | 28 травня 2022 на «Стад-де-Франс», Сен-Дені |

## Формат
Кожна зустріч у плей-оф, окрім фіналу, проходить у двоматчевому форматі — кожна команда грає один з двох матчів на домашньому стадіоні. Команда, яка забила більше голів за підсумком двох матчів, проходить до наступного етапу. Якщо загальний рахунок є рівним, команди грають додатковий час. Якщо по завершенню додаткового часу загальний рахунок залишається рівним, переможець визначається серією післяматчевих пенальті. У фіналі команди грають один матч. Якщо по завершенню основного часу у матчі нічия, команди грають додатковий час, після якого, якщо у матчі досі нічия, слідує серія пенальті.

Процедура жеребкування для кожного раунду виглядає наступним чином:
- У жеребкуванні 1/8 фіналу 8 переможців груп є сіяними, а 8 команд, що посіли друге місце — несіяними. Сіяні команди грають з несіяними. Сіяна команда грає вдома у матчі-відповіді. Команди, що грали в одній групі, чи з однієї асоціації не можуть грати між собою.
- У жеребкуванні 1/4 фіналу та 1/2 фіналу немає сіяних та несіяних, а також відсутні обмеження, що накладалися в 1/8 фіналу, тобто будь-яка команда може грати з будь-якою іншою. Оскільки жеребкування 1/4 та 1/2 фіналу проводяться разом, не буде відомо, які з команд пройшли до 1/2 фіналу. Також жеребкуванням визначається, переможець якого з півфіналів буде номінальним «господарем» у фіналі (лише адміністративно, оскільки фінал проводиться на нейтральному стадіоні).

До початку сезону 2021-22 УЄФА використовувала правило гола, забитого на чужому полі для визначення переможця за нічийного рахунку. Проте, 28 травня 2021 року  комітет клубних змагань УЄФА ухвалив рішення про скасування правила виїзного голу, а вже 24 червня 2021 року Виконавчий комітет УЄФА затвердив скасування цього правила, яке було обґрунтоване зменшенням важливості виїзних голів у сучасному футболі.

## Команди
У плей-оф беруть участь команди, що посіли 1-е та 2-е місця у своїх групах групового етапу.

| Група | 1-е місце (сіяні в 1/8 фіналу) | 2-е місце (несіяні в 1/8 фіналу) |
| ----- | ------------------------------ | -------------------------------- |
| A     | Манчестер Сіті                 | Парі Сен-Жермен                  |
| B     | Ліверпуль                      | Атлетіко                         |
| C     | Аякс                           | Спортінг (Лісабон)               |
| D     | Реал Мадрид                    | Інтер                            |
| E     | Баварія                        | Бенфіка                          |
| F     | Манчестер Юнайтед              | Вільярреал                       |
| G     | Лілль                          | Ред Булл                         |
| H     | Ювентус                        | Челсі                            |

## Турнірна сітка
|  | 1/8 фіналу              | 1/8 фіналу       | 1/8 фіналу  | 1/8 фіналу  |                           |           | 1/4 фіналу | 1/4 фіналу | 1/4 фіналу | 1/4 фіналу |  |  | 1/2 фіналу | 1/2 фіналу | 1/2 фіналу | 1/2 фіналу |  |  | Фінал | Фінал | Фінал | Фінал |
|  |                         |                  |             |             |                           |           |            |            |            |            |  |  |            |            |            |            |  |  |       |       |       |       |
|  | 23 лютого та 15 березня |                  |             |             |                           |           |            |            |            |            |  |  |            |            |            |            |  |  |       |       |       |       |
|  |                         |                  |             |             |                           |           |            |            |            |            |  |  |            |            |            |            |  |  |       |       |       |       |
|  | Бенфіка                 | 2                | 1           | 3           |                           |           |            |            |            |            |  |  |            |            |            |            |  |  |       |       |       |       |
|  | Бенфіка                 | 2                | 1           | 3           | 5 та 13 квітня            |           |            |            |            |            |  |  |            |            |            |            |  |  |       |       |       |       |
|  | Аякс                    | 2                | 0           | 2           |                           |           |            |            |            |            |  |  |            |            |            |            |  |  |       |       |       |       |
|  | Аякс                    | 2                | 0           | 2           | Бенфіка                   | 1         | 3          | 4          |            |            |  |  |            |            |            |            |  |  |       |       |       |       |
|  | 16 лютого та 8 березня  |                  |             |             | Бенфіка                   | 1         | 3          | 4          |            |            |  |  |            |            |            |            |  |  |       |       |       |       |
|  |                         | Ліверпуль        | 3           | 3           | 6                         |           |            |            |            |            |  |  |            |            |            |            |  |  |       |       |       |       |
|  | Інтер                   | Ліверпуль        | 3           | 3           | 6                         | 0         | 1          | 1          |            |            |  |  |            |            |            |            |  |  |       |       |       |       |
|  | Інтер                   |                  |             |             | 27 квітня та 3 травня     | 0         | 1          | 1          |            |            |  |  |            |            |            |            |  |  |       |       |       |       |
|  | Ліверпуль               | 2                | 0           | 2           |                           |           |            |            |            |            |  |  |            |            |            |            |  |  |       |       |       |       |
|  | Ліверпуль               | 2                | 0           | 2           | Ліверпуль                 | 2         | 3          | 5          |            |            |  |  |            |            |            |            |  |  |       |       |       |       |
|  | 22 лютого та 16 березня |                  |             |             | Ліверпуль                 | 2         | 3          | 5          |            |            |  |  |            |            |            |            |  |  |       |       |       |       |
|  |                         | Вільярреал       | 0           | 2           | 2                         |           |            |            |            |            |  |  |            |            |            |            |  |  |       |       |       |       |
|  | Вільярреал              | Вільярреал       | 0           | 2           | 2                         | 1         | 3          | 4          |            |            |  |  |            |            |            |            |  |  |       |       |       |       |
|  | Вільярреал              | 6 та 12 квітня   |             |             |                           | 1         | 3          | 4          |            |            |  |  |            |            |            |            |  |  |       |       |       |       |
|  | Ювентус                 | 1                | 0           | 1           |                           |           |            |            |            |            |  |  |            |            |            |            |  |  |       |       |       |       |
|  | Ювентус                 | 1                | 0           | 1           | Вільярреал                | 1         | 1          | 2          |            |            |  |  |            |            |            |            |  |  |       |       |       |       |
|  | 16 лютого та 8 березня  |                  |             |             | Вільярреал                | 1         | 1          | 2          |            |            |  |  |            |            |            |            |  |  |       |       |       |       |
|  |                         | Баварія          | 0           | 1           | 1                         |           |            |            |            |            |  |  |            |            |            |            |  |  |       |       |       |       |
|  | Ред Булл                | Баварія          | 0           | 1           | 1                         | 1         | 1          | 2          |            |            |  |  |            |            |            |            |  |  |       |       |       |       |
|  | Ред Булл                |                  |             |             | 28 травня – Стад-де-Франс | 1         | 1          | 2          |            |            |  |  |            |            |            |            |  |  |       |       |       |       |
|  | Баварія                 | 1                | 7           | 8           |                           |           |            |            |            |            |  |  |            |            |            |            |  |  |       |       |       |       |
|  | Баварія                 | 1                | 7           | 8           | Ліверпуль                 | Ліверпуль | Ліверпуль  | 0          |            |            |  |  |            |            |            |            |  |  |       |       |       |       |
|  | 15 лютого та 9 березня  |                  |             |             | Ліверпуль                 | Ліверпуль | Ліверпуль  | 0          |            |            |  |  |            |            |            |            |  |  |       |       |       |       |
|  |                         | Реал Мадрид      | Реал Мадрид | Реал Мадрид | 1                         |           |            |            |            |            |  |  |            |            |            |            |  |  |       |       |       |       |
|  | Спортінг (Лісабон)      | Реал Мадрид      | Реал Мадрид | Реал Мадрид | 1                         | 0         | 0          | 0          |            |            |  |  |            |            |            |            |  |  |       |       |       |       |
|  | Спортінг (Лісабон)      | 5 та 13 квітня   |             |             |                           | 0         | 0          | 0          |            |            |  |  |            |            |            |            |  |  |       |       |       |       |
|  | Манчестер Сіті          | 5                | 0           | 5           |                           |           |            |            |            |            |  |  |            |            |            |            |  |  |       |       |       |       |
|  | Манчестер Сіті          | 5                | 0           | 5           | Манчестер Сіті            | 1         | 0          | 1          |            |            |  |  |            |            |            |            |  |  |       |       |       |       |
|  | 23 лютого та 15 березня |                  |             |             | Манчестер Сіті            | 1         | 0          | 1          |            |            |  |  |            |            |            |            |  |  |       |       |       |       |
|  |                         | Атлетіко         | 0           | 0           | 0                         |           |            |            |            |            |  |  |            |            |            |            |  |  |       |       |       |       |
|  | Атлетіко                | Атлетіко         | 0           | 0           | 0                         | 1         | 1          | 2          |            |            |  |  |            |            |            |            |  |  |       |       |       |       |
|  | Атлетіко                |                  |             |             | 26 квітня та 4 травня     | 1         | 1          | 2          |            |            |  |  |            |            |            |            |  |  |       |       |       |       |
|  | Манчестер Юнайтед       | 1                | 0           | 1           |                           |           |            |            |            |            |  |  |            |            |            |            |  |  |       |       |       |       |
|  | Манчестер Юнайтед       | 1                | 0           | 1           | Манчестер Сіті            | 4         | 1          | 5          |            |            |  |  |            |            |            |            |  |  |       |       |       |       |
|  | 22 лютого та 16 березня |                  |             |             | Манчестер Сіті            | 4         | 1          | 5          |            |            |  |  |            |            |            |            |  |  |       |       |       |       |
|  |                         | Реал Мадрид (дч) | 3           | 3           | 6                         |           |            |            |            |            |  |  |            |            |            |            |  |  |       |       |       |       |
|  | Челсі                   | Реал Мадрид (дч) | 3           | 3           | 6                         | 2         | 2          | 4          |            |            |  |  |            |            |            |            |  |  |       |       |       |       |
|  | Челсі                   | 6 та 12 квітня   |             |             |                           | 2         | 2          | 4          |            |            |  |  |            |            |            |            |  |  |       |       |       |       |
|  | Лілль                   | 0                | 1           | 1           |                           |           |            |            |            |            |  |  |            |            |            |            |  |  |       |       |       |       |
|  | Лілль                   | 0                | 1           | 1           | Челсі                     | 1         | 3          | 4          |            |            |  |  |            |            |            |            |  |  |       |       |       |       |
|  | 15 лютого та 9 березня  |                  |             |             | Челсі                     | 1         | 3          | 4          |            |            |  |  |            |            |            |            |  |  |       |       |       |       |
|  |                         | Реал Мадрид (дч) | 3           | 2           | 5                         |           |            |            |            |            |  |  |            |            |            |            |  |  |       |       |       |       |
|  | Парі Сен-Жермен         | Реал Мадрид (дч) | 3           | 2           | 5                         | 1         | 1          | 2          |            |            |  |  |            |            |            |            |  |  |       |       |       |       |
|  | Парі Сен-Жермен         |                  |             |             |                           | 1         | 1          | 2          |            |            |  |  |            |            |            |            |  |  |       |       |       |       |
|  | Реал Мадрид             | 0                | 3           | 3           |                           |           |            |            |            |            |  |  |            |            |            |            |  |  |       |       |       |       |
|  | Реал Мадрид             | 0                | 3           | 3           |                           |           |            |            |            |            |  |  |            |            |            |            |  |  |       |       |       |       |

## 1/8 фіналу
Жеребкування відбулося 13 грудня 2021 року о 13:00 (12:00 CET). Під час жеребкування виникло чимало неполадок: окрім затримки з відображенням результатів, «Манчестер Юнайтед» потрапив до списку можливих суперників «Вільярреала» (хоча вони були в одній групі), який і витягнули, після чого їм обрали іншого суперника («Манчестер Сіті»); «Ліверпуль» потрапив до списку можливих суперників «Атлетіко» (хоча вони були в одній групі), а «Манчестер Юнайтед» помилково не потрапив. Пізніше жеребкування було визнано недійсним та того ж дня було проведено нове жеребкування о 16:00 (15:00 CET).
| Результат скасованого жеребкування |
| --- |
| - Бенфіка — Реал Мадрид - Вільярреал — Манчестер Сіті - Атлетіко — Баварія - Ред Булл — Ліверпуль - Інтер — Аякс - Спортінг (Лісабон) — Ювентус - Челсі — Лілль - Парі Сен-Жермен — Манчестер Юнайтед |

### Результати
Перші матчі відбулися 15-16 та 22-23 лютого 2022 року, а матчі-відповіді — 8-9 та 15-16 березня.
| Команда 1          | Заг. | Команда 2         | 1-й матч | 2-й матч |
| ------------------ | ---- | ----------------- | -------- | -------- |
| Ред Булл           | 2:8  | Баварія           | 1:1      | 1:7      |
| Спортінг (Лісабон) | 0:5  | Манчестер Сіті    | 0:5      | 0:0      |
| Бенфіка            | 3:2  | Аякс              | 2:2      | 1:0      |
| Челсі              | 4:1  | Лілль             | 2:0      | 2:1      |
| Атлетіко           | 2:1  | Манчестер Юнайтед | 1:1      | 1:0      |
| Вільярреал         | 4:1  | Ювентус           | 1:1      | 3:0      |
| Інтер              | 1:2  | Ліверпуль         | 0:2      | 1:0      |
| Парі Сен-Жермен    | 2:3  | Реал Мадрид       | 1:0      | 1:3      |

| 16 лютого 2022 22:00 (21:00 CET) |

| Ред Булл    | 1:1      | Баварія     |
| ----------- | -------- | ----------- |
| - Адаму 21' | Протокол | - Коман 90' |

| Ред Булл Арена, Зальцбург Глядачів: 29 520 Арбітр: Майкл Олівер (Англія) |

| 8 березня 2022 22:00 (21:00 CET) |

| Баварія                                                                               | 7:1      | Ред Булл       |
| ------------------------------------------------------------------------------------- | -------- | -------------- |
| - Левандовський 12' (пен.), 21' (пен.), 23' - Гнабрі 31' - Мюллер 54', 83' - Сане 86' | Протокол | - К'єргорд 70' |

| Альянц Арена, Мюнхен Глядачів: 25 000 Арбітр: Клеман Тюрпен (Франція) |

| 15 лютого 2022 22:00 (20:00 WET) |

| Спортінг (Лісабон) | 0:5      | Манчестер Сіті                                          |
| ------------------ | -------- | ------------------------------------------------------- |
|                    | Протокол | - Махрез 7' - Сілва 17', 44' - Фоден 32' - Стерлінг 58' |

| Жозе Алваладе, Лісабон Глядачів: 48 129 Арбітр: Срджан Йованович (Сербія) |

| 9 березня 2022 22:00 (20:00 GMT) |

| Манчестер Сіті | 0:0      | Спортінг (Лісабон) |
| -------------- | -------- | ------------------ |
|                | Протокол |                    |

| Сіті оф Манчестер, Манчестер Глядачів: 51 213 Арбітр: Халіл Умут Мелер (Туреччина) |

| 23 лютого 2022 22:00 (20:00 WET) |

| Бенфіка                       | 2:2      | Аякс                   |
| ----------------------------- | -------- | ---------------------- |
| - Алле 26' (аг) - Яремчук 72' | Протокол | - Тадич 18' - Алле 29' |

| Да Луж, Лісабон Глядачів: 54 760 Арбітр: Славко Винчич (Словенія) |

| 15 березня 2022 22:00 (21:00 CET) |

| Аякс | 0:1      | Бенфіка      |
| ---- | -------- | ------------ |
|      | Протокол | - Нуньєс 77' |

| Йоган Кройф Арена, Амстердам Глядачів: 54 066 Арбітр: Карлос дель Серро Гранде (Іспанія) |

| 22 лютого 2022 22:00 (20:00 GMT) |

| Челсі                     | 2:0      | Лілль |
| ------------------------- | -------- | ----- |
| - Гаверц 8' - Пулишич 63' | Протокол |       |

| Стемфорд Бридж, Лондон Глядачів: 38 832 Арбітр: Хесус Хіль Мансано (Іспанія) |

| 16 березня 2022 22:00 (21:00 CET) |

| Лілль              | 1:2      | Челсі                             |
| ------------------ | -------- | --------------------------------- |
| - Їлмаз 38' (пен.) | Протокол | - Пулишич 45+3' - Аспілікуета 71' |

| П'єр Моруа, Лілль Глядачів: 49 048 Арбітр: Давіде Масса (Італія) |

| 23 лютого 2022 22:00 (21:00 CET) |

| Атлетіко         | 1:1      | Манчестер Юнайтед |
| ---------------- | -------- | ----------------- |
| - Жуан Фелікс 7' | Протокол | - Еланга 80'      |

| Ванда Метрополітано, Мадрид Глядачів: 63 273 Арбітр: Овідіу Гацеган (Румунія) |

| 15 березня 2022 22:00 (20:00 GMT) |

| Манчестер Юнайтед | 0:1      | Атлетіко         |
| ----------------- | -------- | ---------------- |
|                   | Протокол | - Ренан Лоді 41' |

| Олд Траффорд, Манчестер Глядачів: 73 008 Арбітр: Славко Винчич (Словенія) |

| 22 лютого 2022 22:00 (21:00 CET) |

| Вільярреал   | 1:1      | Ювентус       |
| ------------ | -------- | ------------- |
| - Парехо 66' | Протокол | - Влахович 1' |

| Естадіо де ла Кераміка, Вілярреаль Глядачів: 17 686 Арбітр: Даніель Зіберт (Німеччина) |

| 16 березня 2022 22:00 (21:00 CET) |

| Ювентус | 0:3      | Вільярреал                                                          |
| ------- | -------- | ------------------------------------------------------------------- |
|         | Протокол | - Жерар Морено 78' (пен.) - Пау Торрес 85' - Груневелд 90+2' (пен.) |

| Ювентус Стедіум, Турин Глядачів: 30 385 Арбітр: Шимон Марциняк (Польща) |

| 16 лютого 2022 22:00 (21:00 CET) |

| Інтер | 0:2      | Ліверпуль                 |
| ----- | -------- | ------------------------- |
|       | Протокол | - Фірміно 75' - Салах 83' |

| Сан-Сіро, Мілан Глядачів: 37 918 Арбітр: Шимон Марциняк (Польща) |

| 8 березня 2022 22:00 (20:00 GMT) |

| Ліверпуль | 0:1      | Інтер          |
| --------- | -------- | -------------- |
|           | Протокол | - Мартінес 62' |

| Енфілд, Ліверпуль Глядачів: 51 747 Арбітр: Антоніо Матео Лаос (Іспанія) |

| 15 лютого 2022 22:00 (21:00 CET) |

| Парі Сен-Жермен | 1:0      | Реал Мадрид |
| --------------- | -------- | ----------- |
| - Мбаппе 90+4'  | Протокол |             |

| Парк де Пренс, Париж Глядачів: 47 443 Арбітр: Даніеле Орсато (Італія) |

| 9 березня 2022 22:00 (21:00 CET) |

| Реал Мадрид             | 3:1      | Парі Сен-Жермен |
| ----------------------- | -------- | --------------- |
| - Бензема 61', 76', 78' | Протокол | - Мбаппе 39'    |

| Сантьяго Бернабеу, Мадрид Глядачів: 59 895 Арбітр: Данні Маккелі (Нідерланди) |

## 1/4 фіналу
Жеребкування відбудеться  18 березня 2022 року о 13:00 (12:00 CET).

### Результати
Перші матчі відбулися 5-6 квітня 2022 року, матчі-відповіді — 12-13 квітня.
| Команда 1      | Заг. | Команда 2   | 1-й матч | 2-й матч |
| -------------- | ---- | ----------- | -------- | -------- |
| Челсі          | 4:5  | Реал Мадрид | 1:3      | 3:2 (дч) |
| Манчестер Сіті | 1:0  | Атлетіко    | 1:0      | 0:0      |
| Вільярреал     | 2:1  | Баварія     | 1:0      | 1:1      |
| Бенфіка        | 4:6  | Ліверпуль   | 1:3      | 3:3      |

| 6 квітня 2022 22:00 (20:00 BST) |

| Челсі        | 1:3      | Реал Мадрид             |
| ------------ | -------- | ----------------------- |
| - Гаверц 40' | Протокол | - Бензема 21', 24', 46' |

| Стемфорд Бридж, Лондон Глядачів: 38 689 Арбітр: Клеман Тюрпен (Франція) |

| 12 квітня 2022 22:00 (21:00 CEST) |

| Реал Мадрид                 | 2:3 (дч) | Челсі                                  |
| --------------------------- | -------- | -------------------------------------- |
| - Родріго 80' - Бензема 96' | Протокол | - Маунт 15' - Рюдігер 51' - Вернер 75' |

| Сантьяго Бернабеу, Мадрид Глядачів: 59 839 Арбітр: Шимон Марциняк (Польща) |

| 5 квітня 2022 22:00 (20:00 BST) |

| Манчестер Сіті  | 1:0      | Атлетіко |
| --------------- | -------- | -------- |
| - Де Брейне 70' | Протокол |          |

| Сіті оф Манчестер, Манчестер Глядачів: 52 018 Арбітр: Іштван Ковач (Румунія) |

| 13 квітня 2022 22:00 (21:00 CEST) |

| Атлетіко | 0:0      | Манчестер Сіті |
| -------- | -------- | -------------- |
|          | Протокол |                |

| Ванда Метрополітано, Мадрид Глядачів: 65 675 Арбітр: Даніель Зіберт (Німеччина) |

| 6 квітня 2022 22:00 (21:00 CEST) |

| Вільярреал     | 1:0      | Баварія |
| -------------- | -------- | ------- |
| - Груневелд 8' | Протокол |         |

| Естадіо де ла Кераміка, Вілярреаль Глядачів: 21 626 Арбітр: Ентоні Тейлор (Англія) |

| 12 квітня 2022 22:00 (21:00 CEST) |

| Баварія             | 1:1      | Вільярреал     |
| ------------------- | -------- | -------------- |
| - Левандовський 52' | Протокол | - Чуквуезе 88' |

| Альянц Арена, Мюнхен Глядачів: 70 000 Арбітр: Славко Винчич (Словенія) |

| 5 квітня 2022 22:00 (20:00 WEST) |

| Бенфіка      | 1:3      | Ліверпуль                               |
| ------------ | -------- | --------------------------------------- |
| - Нуньєс 49' | Протокол | - Конате 17' - Мане 34' - Луїс Діас 87' |

| Да Луж, Лісабон Глядачів: 59 633 Арбітр: Хесус Хіль Мансано (Іспанія) |

| 13 квітня 2022 22:00 (20:00 BST) |

| Ліверпуль                       | 3:3      | Бенфіка                                        |
| ------------------------------- | -------- | ---------------------------------------------- |
| - Конате 21' - Фірміно 55', 65' | Протокол | - Гонсалу Рамуш 32' - Яремчук 73' - Нуньєс 82' |

| Енфілд, Ліверпуль Глядачів: 51 373 Арбітр: Сердар Гезюбююк (Нідерланди) |

## 1/2 фіналу
Жеребкування відбулося 18 березня 2022 року о 13:00 (12:00 CET).

### Результати
Перші матчі відбулися 26-27 квітня 2022 року, матчі-відповіді — 3-4 травня.
| Команда 1      | Заг. | Команда 2   | 1-й матч | 2-й матч |
| -------------- | ---- | ----------- | -------- | -------- |
| Манчестер Сіті | 5:6  | Реал Мадрид | 4:3      | 1:3 (дч) |
| Ліверпуль      | 5:2  | Вільярреал  | 2:0      | 3:2      |

| 26 квітня 2022 22:00 (20:00 BST) |

| Манчестер Сіті                                     | 4:3      | Реал Мадрид                                     |
| -------------------------------------------------- | -------- | ----------------------------------------------- |
| - Де Брейне 2' - Жезус 11' - Фоден 53' - Сілва 74' | Протокол | - Бензема 33', 82' (пен.) - Вінісіус Жуніор 55' |

| Сіті оф Манчестер, Манчестер Глядачів: 52 217 Арбітр: Іштван Ковач (Румунія) |

| 4 травня 2022 22:00 (21:00 CEST) |

| Реал Мадрид                               | 3:1 (дч) | Манчестер Сіті |
| ----------------------------------------- | -------- | -------------- |
| - Родріго 90', 90+1' - Бензема 95' (пен.) | Протокол | - Махрез 73'   |

| Сантьяго Бернабеу, Мадрид Глядачів: 61 416 Арбітр: Даніеле Орсато (Італія) |

| 27 квітня 2022 22:00 (20:00 BST) |

| Ліверпуль                        | 2:0      | Вільярреал |
| -------------------------------- | -------- | ---------- |
| - Еступіньян 53' (аг) - Мане 55' | Протокол |            |

| Енфілд, Ліверпуль Глядачів: 51 586 Арбітр: Шимон Марциняк (Польща) |

| 3 травня 2022 22:00 (21:00 CEST) |

| Вільярреал            | 2:3      | Ліверпуль                                |
| --------------------- | -------- | ---------------------------------------- |
| - Діа 3' - Коклен 41' | Протокол | - Фабінью 61' - Луїс Діас 67' - Мане 74' |

| Естадіо де ла Кераміка, Вілярреаль Глядачів: 23 665 Арбітр: Данні Маккелі (Нідерланди) |

## Фінал
Фінал відбудеться  28 травня 2022 року на «Стад-де-Франс» у передмісті Парижа Сен-Дені. Жеребкування пройшло 18 березня 2021 о 13:00 (12:00 CET) (після жеребкування 1/4 та 1/2 фіналу) для визначення адміністративного «господаря» матчу.
| 28 травня 2022 22:00 (21:00 CEST) |

| Ліверпуль | 0:1      | Реал Мадрид           |
| --------- | -------- | --------------------- |
|           | Протокол | - Вінісіус Жуніор 59' |

| Стад-де-Франс, Сен-Дені Глядачів: 75,000 Арбітр: Клеман Тюрпен (Франція) |

## Позначки
1. ↑  Для матчів до 26 березня 2021 (1/8 фіналу) — EET (UTC+2), а для решти матчів (1/4, 1/2 фіналу та фінал) — EEST (UTC+3).